# Tabanus krombeini
Tabanus krombeini är en tvåvingeart som beskrevs av Burger 1982. Tabanus krombeini ingår i släktet Tabanus och familjen bromsar.
Artens utbredningsområde är Sri Lanka. Inga underarter finns listade i Catalogue of Life.